# Metreleptina
La metreleptina, comercializada bajo la marca Myalept entre otras, es un medicamento utilizado para tratar la lipodistrofia. Este medicamento se administra mediante inyección debajo de la piel (inyección subcutánea). Se utiliza junto con una dieta obligada.
Los efectos secundarios de este medicamento incluyen niveles bajos de azúcar en sangre y pérdida de peso; otros efectos secundarios pueden incluir dolor de cabeza, dolor abdominal, cansancio y fiebre. Los efectos secundarios graves pueden incluir anafilaxia y linfoma.
Es una forma de recombinación de la hormona leptina, una molécula de señalización celular (adipocina).
Este medicamento fue aprobado para uso médico en los Estados Unidos en el 2014 y en Europa en el 2018. En Estados Unidos cuesta alrededor de 166.000 dólares estadounidenses por un mes de 11,3 mg a partir del 2021. Esta cantidad en el Reino Unido le cuesta al Servicio Nacional de Salud  del Reino Unido (NHS) unas 70.000 libras esterlinas.

## Usos médicos
En la Unión Europea, la metreleptina está indicada además de la dieta para tratar la lipodistrofia, donde las personas tienen pérdida de tejido graso debajo de la piel y acumulación de grasa en otras partes del cuerpo, como el hígado y los músculos. Se utiliza en adultos y niños mayores de dos años con lipodistrofia generalizada ( síndrome de Berardinelli-Seip y síndrome de Lawrence ); y en adultos y niños mayores de doce años con lipodistrofia parcial (incluido el síndrome de Barraquer-Simons ), cuando los tratamientos estándar han fracasado.
En los Estados Unidos, está indicado como complemento de la dieta como terapia de reemplazo para tratar las complicaciones de la deficiencia de leptina en personas con lipodistrofia generalizada congénita o adquirida.